# Ewa Lipska

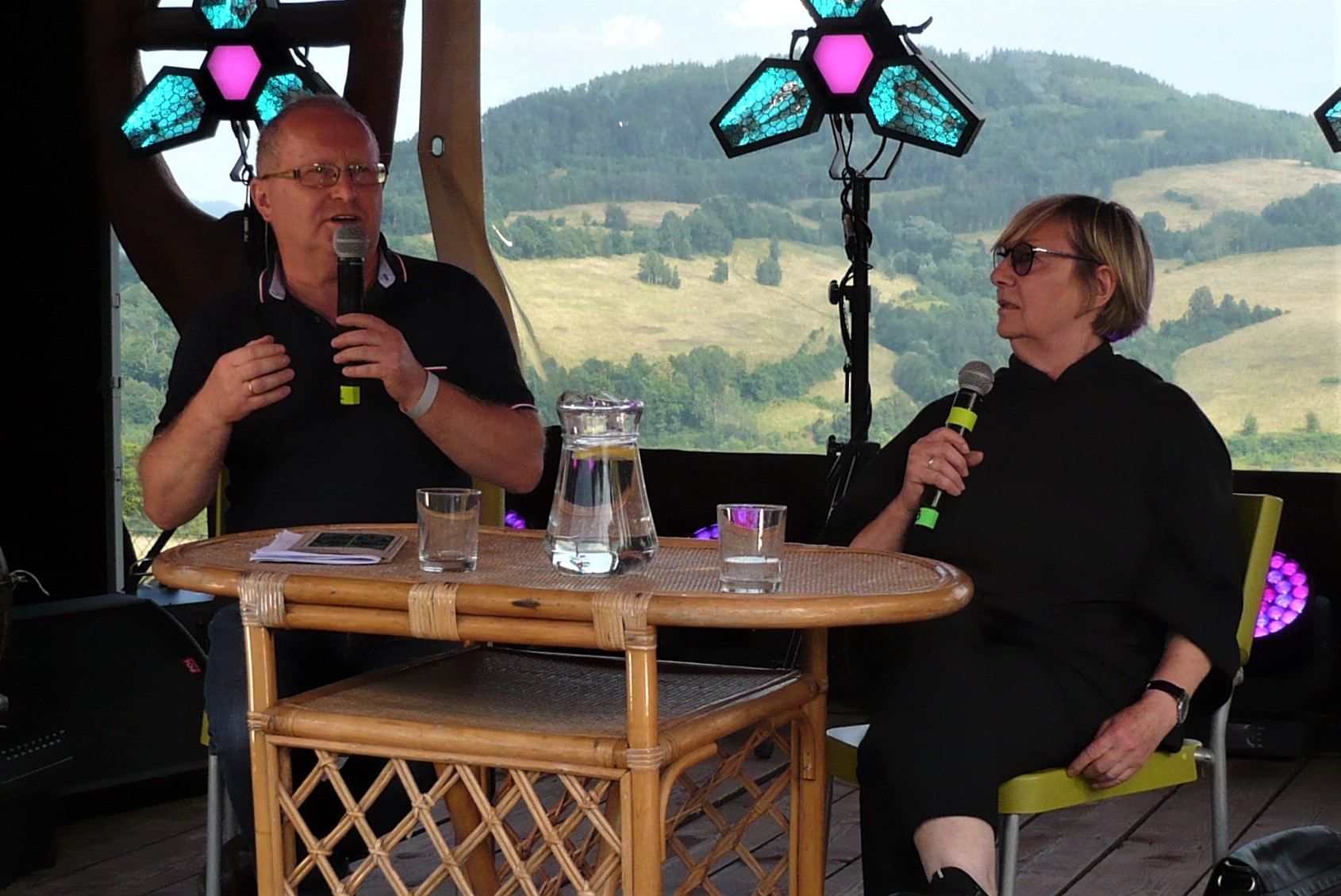
Karol Maliszewski, Ewa Lipska, VII Festiwal Góry Literatury, Włodowice, 2021

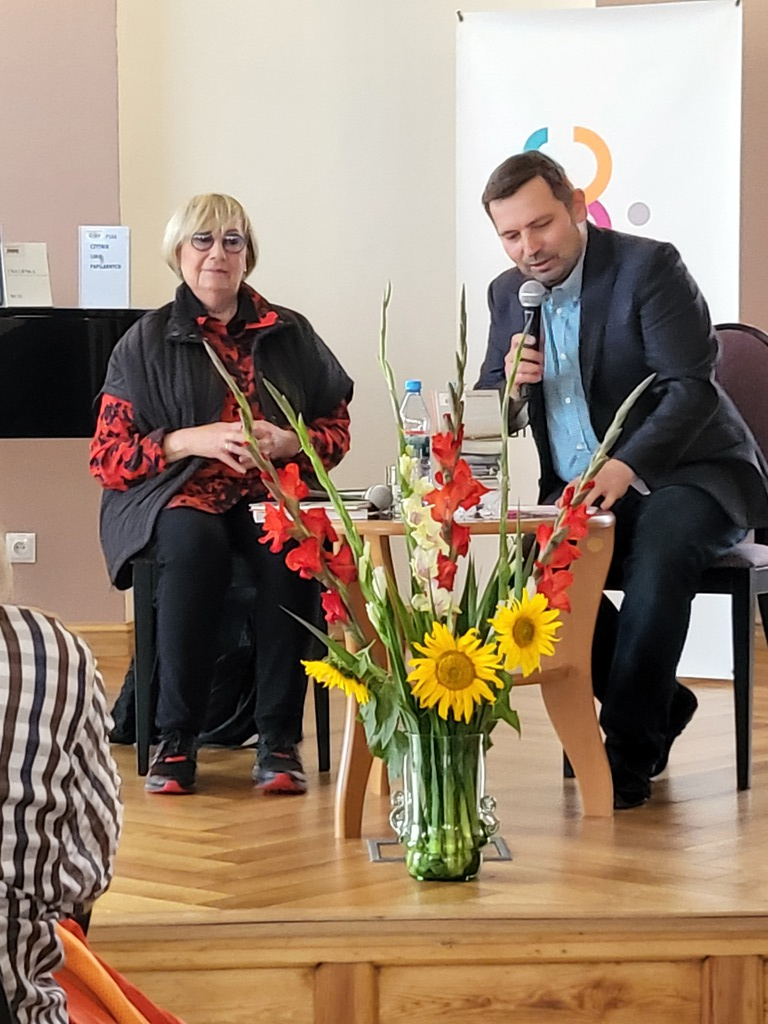
Ewa Lipska, Dawid Jung, XIII Festiwal Literacki Preteksty, Gniezno, 2023

Ewa Lipska (ur. 8 października 1945 w Krakowie) – polska poetka, w latach 1970–1980 redaktor działu poezji Wydawnictwa Literackiego, w latach 1995–1997 dyrektorka Instytutu Polskiego w Wiedniu, członkini polskiego i austriackiego PEN Clubu, członkini założycielka Stowarzyszenia Pisarzy Polskich (1989), członkini Polskiej Akademii Umiejętności.

## Życiorys
Studiowała malarstwo w Akademii Sztuk Pięknych w Krakowie. Od 1964 zamieszczała utwory poetyckie w „Życiu Literackim” i „Dzienniku Polskim”. Debiutowała w 1967 tomem poetyckim Wiersze. Od 1968 była członkinią Związku Literatów Polskich (do czasu jego rozwiązania w 1983).
W latach 1970–1980 pracowała jako redaktorka działu poezji Wydawnictwa Literackiego. Na przełomie 1975/1976 przebywała na półrocznym stypendium „International Writing Program” w Iowa City w USA. W 1978 została członkinią polskiego PEN Clubu. Od 2009 jest członkinią czynną Polskiej Akademii Umiejętności. Brała udział w festiwalach poetyckich, seminariach i spotkaniach autorskich m.in. w Niemczech Austrii, Wielkiej Brytanii, Holandii, Danii, Szwecji, Kanadzie i USA.
W latach 1981–1983 współredagowała miesięcznik literacki „Pismo”. W 1983 przebywała w Berlinie Zachodnim na stypendium das Kunslerprogramm des Deutscher Akademischer Austauschdienst. W 1989 została członkinią założycielką Stowarzyszenia Pisarzy Polskich, odeszła z niego w sierpniu 2020 roku. Od 1990 do 1992 pracowała w zespole redakcyjnym „Dekady Literackiej”. Od 1991 do 1997 pracowała w polskiej ambasadzie w Wiedniu, od 1995 kierując tamtejszym Instytutem Polskim. Prowadziła gościnnie warsztaty poetyckie w Studium Literacko-Artystycznym na Uniwersytecie Jagiellońskim. Mieszka i pracuje w Krakowie. Od 2023 roku jest członkinią Rady Języka Polskiego przy Polskiej Akademii Nauk.

## Festiwale
Uczestniczyła w międzynarodowych festiwalach poezji, m.in. w Toronto (1981), Holandii (1985), Słowenii (1988). Brała też udział w festiwalach poetyckich, m.in. w Austrii, Wielkiej Brytanii, Niemczech, Danii, Szwecji i USA.

## Publikacje
- Wiersze, 1967
- Drugi zbiór wierszy, 1970
- Trzeci zbiór wierszy, 1972
- Czwarty zbiór wierszy, 1974
- Piąty zbiór wierszy, 1978
- Żywa śmierć, 1979
- Dom Spokojnej Młodości, 1979
- Nie o śmierć tutaj chodzi, lecz o biały kordonek, 1982
- Przechowalnia ciemności, 1985
- Utwory wybrane, 1986
- Strefa ograniczonego postoju, 1990
- Wakacje mizantropa, 1993
- Stypendyści czasu, 1994
- Wspólnicy zielonego wiatraczka. Lekcja literatury z Krzysztofem Lisowskim 1996
- Ludzie dla początkujących, 1997
- Życie zastępcze – Ersatzleben, 1998 (wydanie polsko-niemieckie)
- Godziny poza godzinami, 1998 (seria klasyczna PIW)
- 1999, 1999
- Białe truskawki – White Strawberries, 2000 (wydanie polsko-angielskie)
- Sklepy zoologiczne, 2001
- Uwaga, stopień, 2002
- Sekwens, 2003
- Ja, 2003
- Wiersze do piosenek. Serca na rowerach, 2004
- Gdzie indziej, 2005
- Drzazga, 2006
- Miasteczko Świat, 2007 (wydanie polsko-rosyjskie)
- Pomarańcza Newtona, 2007
- Sefer, 2009[3]
- Pogłos, 2010[4]
- Droga pani Schubert..., 2012[5]
- Miłość, droga pani Schubert..., 2013[6]
- Czytnik linii papilarnych, 2015[7]
- Pamięć operacyjna[8], 2017
- Boli tylko, gdy się śmieję…, 2018 (wybór listów między Lipską a Stanisławem Lemem i jego synem Tomaszem)
- Miłość w trybie awaryjnym, 2019[9]
- Droga Pani Schubert (płyta CD, reż. Józef Opalski, czytają Anna Polony i Jerzy Trela)
- Nowy wybór wierszy, 2020[10]
- Kocia trzynastka, czyli Skotland Yard, 2020[11]
- Wirujący ogon antylopy, 2021[12] (razem z Sebastianem Brejnakiem)
- Wariacje Geldbergowskie, 2023[13]
- Wariacje Geldbergowskie (płyta CD, czyta Juliusz Chrząstowski)[14]

Wybory wierszy ukazały się w około 40 obcojęzycznych wydaniach, między innymi w języku niemieckim, angielskim, duńskim, holenderskim, czeskim, węgierskim, hebrajskim, serbskim, słowackim, hiszpańskim, katalońskim, francuskim, szwedzkim, albańskim i bułgarskim.

## Lipska w piosenkach
- 1972 – Skaldowie: „Wszystkim zakochanym” – tekst utworu „Wolne są kwiaty na łące” (muz. Andrzej Zieliński)
- 1972 – Skaldowie: „Krywań, Krywań” – tekst utworu „Gdzie mam Ciebie szukać” (muz. A. Zieliński)
- 1972 – Marek Grechuta: „Droga za widnokres” – tekst utworu „Pewność” (muz. Marek Grechuta)
- 1974 – Marek Grechuta: „Magia obłoków” – tekst utworu „A więc to nie tak” (muz. Marek Grechuta)
- 1976 – Skaldowie: „Szanujmy wspomnienia” – utwory: „Szukam Cię od rana” (muz. A. Zieliński), „Srebrny maszt” (muz. Jacek Zieliński), „Z przymrużeniem oka” (muz. A. Zieliński)
- 1976 – Skaldowie: „Stworzenia świata część druga” – tekst utworu „Miłość przez wieki się nie zmienia” (muz. Konrad Ratyński)
- 1978 – Wawele: „Biały Latawiec” tekst piosenki (muz. Jan Wojdak)
- 1987 – Skaldowie: „Nie domykajmy drzwi” – tekst piosenki tytułowej „Nie domykajmy drzwi” (muz. J. Zieliński)
- 1991 – Grzegorz Turnau: Naprawdę nie dzieje się nic – tekst utworu „Nie baw się więcej kulą ziemską”
- 1993 – Grzegorz Turnau: Pod światło – teksty utworów „Krótka bajka”, „Trąbki”, „Wielki Odkrywco Wyobraźni”, „Tak samo” i „Dotąd doszliśmy”
- 1994 – Grzegorz Turnau: Turnau w Trójce – teksty utworów „Krótka bajka”, „Wielki Odkrywco Wyobraźni”, „Tak samo”
- 1997 – Grzegorz Turnau: Tutaj jestem – tekst utworu „Ostatnie słowa”
- 2004 – Anna Szałapak, „Serca na rowerach” (cała płyta z wierszami Ewy Lipskiej)
- 2017 – Ewa Lipska, Zbigniew Preisner, „2016 Dokąd?”[15]

## Odznaczenia
- Złoty Krzyż Zasługi (1998)[16]
- Złoty Medal „Zasłużony Kulturze Gloria Artis” (2024)[17]
- Srebrny Medal „Zasłużony Kulturze Gloria Artis” (2005)[17][18]

## Nagrody i wyróżnienia
- Nagroda im. Andrzeja Bursy (1971)
- Nagroda Fundacji im. Kościelskich w Genewie (1973)
- Nagroda Pierścienia za całokształt twórczości w Gdańsku (1978)
- Nagroda PEN-Clubu im. Roberta Gravesa (1979)
- Nagroda Fundacji POLCUL (Australia, 1988)
- Nagroda Polskiego PEN-Clubu z Fundacji Piotra Büchnera (1992)[19]
- Nagroda Fundacji Alfreda Jurzykowskiego w Nowym Jorku (1993)
- Nagroda Miasta Krakowa (1995)
- Nagroda Krakowska Książka Miesiąca za tomik Sklepy zoologiczne (październik 2001)
- Nagroda Śląskiego Wawrzynu Literackiego za najlepszą książkę roku (tomik Sklepy zoologiczne) przyznana przez Bibliotekę Śląską w Katowicach (2002)
- Nagroda miesięcznika „Odra” za tomik Sklepy zoologiczne (2004)
- finalistka Nagrody Literackiej „Nike” za książkę Ja (2004)[20]
- Nagroda poznańskiego Przeglądu Nowości Wydawniczych za tom Gdzie indziej (2005)
- nominacja do Nagrody Literackiej „Nike” za tom Gdzie indziej (2006)[21]
- Nagroda Miast Partnerskich Torunia i Getyngi im. Samuela Bogumiła Lindego (2007)
- nominacja do Nagrody Literackiej „Nike” za tom Drzazga (2007)[22]
- nominacja do Nagrody Literackiej „Nike” za tom Pomarańcza Newtona (2008)[23]
- nominacja do Wrocławskiej Nagrody Poetyckiej Silesius w kategorii książka roku za tom Pomarańcza Newtona (2008)
- Złoty Klucz Smedereva – poetycka nagroda Serbii (2009)
- Naim Frasheri Prize, poetycka nagroda Macedonii (2010)
- Nagroda Ministerstwa Kultury Republiki Kosowa – Przylądek Dobrej Nadziei (2010)
- Nagroda „Akademia ku czci…” Wydawnictwa Literackiego i Piwnicy pod Baranami za debiut prozatorski Sefer (2009)[24]
- Nagroda Literacka Gdynia za tomik Pogłos (2011)[25]
- nominacja do Nagrody Literackiej „Nike” za tomik Pogłos (2011)[26]
- nominacja do Wrocławskiej Nagrody Poetyckiej „Silesius” za tomik Pogłos (2011)[27]
- nominacja do Orfeusza - Nagrody Poetyckiej im. K.I. Gałczyńskiego za tomik Droga pani Schubert... (2013)[28]
- nominacja do Nagrody Literackiej „Nike” za tomik Czytnik linii papilarnych (2016)[29]
- tytuł doktora honoris causa Uniwersytetu Jana Kochanowskiego w Kielcach (21 czerwca 2012)[30]
- płyta pamiątkowa w oświęcimskiej Alei Pisarzy przy Miejskiej Bibliotece Publicznej im. Ł. Górnickiego w Oświęcimiu (23 maja 2014)[31]
- Nagroda Literacka im. Juliana Tuwima (2017)[32]
- nominacja do Nagrody Literackiej Nike za tom Pamięć operacyjna (2018)[33]
- nominacja do Orfeusza – Nagrody Poetyckiej im. K.I. Gałczyńskiego (2018)[34]
- Wrocławska Nagroda Poetycka „Silesius” za całokształt twórczości (2019)[35]
- Nagroda Specjalna i członkostwo honorowe ZAiKS-u (2019)[36]
- nominacja do Nagrody Literackiej „Nike” (2020)
- Nagroda Literacka m.st. Warszawy w kategorii poezja za tom Miłość w trybie awaryjnym (2020)[37][38]
- tytuł Wielkiego Ambasadora Polszczyzny (2021)[39]
- nominacja do Nagrody Literackiej „Nike” za Wariacje Geldbergowskie (2024)
- nominacja do Orfeusza – Nagrody Poetyckiej im. K.I. Gałczyńskiego za Wariacje Geldbergowskie (2024)[40][41]

## Upamiętnienie
Przy wejściu do kawiarni Nowa Prowincja w Krakowie (w której poetka regularnie bywa) znajduje się Domofon poezji, na którym można odtworzyć nagranie Ewy Lipskiej czytającej własny wiersz.